# Loxoconcha tarta
Loxoconcha tarta is een mosselkreeftjessoort uit de familie van de Loxoconchidae. De wetenschappelijke naam van de soort is voor het eerst geldig gepubliceerd in 1978 door Hu.